# Jonathan Coachman
Jonathan William Coachman (12 de agosto de 1972), más conocido como The Coach, es un exluchador profesional, asistente general, comentarista y mánager de lucha libre en la World Wrestling Entertainment (WWE). Actualmente actúa como comentarista en la marca RAW.

## Carrera

### Comienzos de su carrera
Antes de ser anunciador de lucha libre, Coachman era un perfecto jugador de baloncesto, y desde joven ya quería ser jugador de baloncesto, ya que tenía muy buenas aptitudes. Sus padres lo mandaron a una escuela de baloncesto, donde se entrenaron grandes jugadores de este deporte. La escuela se encontraba en la ciudad americana de McPherson, en Kansas, estudiando en la ciudad.
Mientras residía allí, Coachman además de estar muy bien vinculado con el deporte, también estaba muy interesado en el teatro. Coachman llegó a jugar en equipos de segunda división de baloncesto, y también jugó como defensa de fútbol americano en el instituto al que él fue. 
Después se sacaría los estudios de periodismo, y empezó a locutar algunos partidos de fútbol americano en la radio.

### World Wrestling Federation/ Entertainment (1999-2008, 2018-presente)

#### Entrevistador de The Rock (1999-2003)
Coachman empezó años después su carrera en la WWF como entrevistador , comentarista, y presentador. Su primera aparición fue el 23 de diciembre de 1999 en la edición de SmackDown! entrevistando al luchador The Rock. 
Desde el año 2000 hasta el 2003 trabajó como entrevistador de luchadores cuando estos se encontraban fuera de los escenarios. Coachman empezó a ser uno de los mayores entrevistadores de The Rock, entonces The Rock, cansado de la imponencia de Coachman, empezó a humillar cada vez que Coahman le intentaba entrevistar. Siempre lo intentaba humillar de cualquier manera. En una ocasión, le obligó a cantar una canción bastante ridícula, y en otra ocasión, le forzó a bailar una danza un tanto cómica.
Poco después de estos sucesos, Coachman no volvió a molestar nunca más a The Rock.

#### Monday Night RAW (2003-2007)

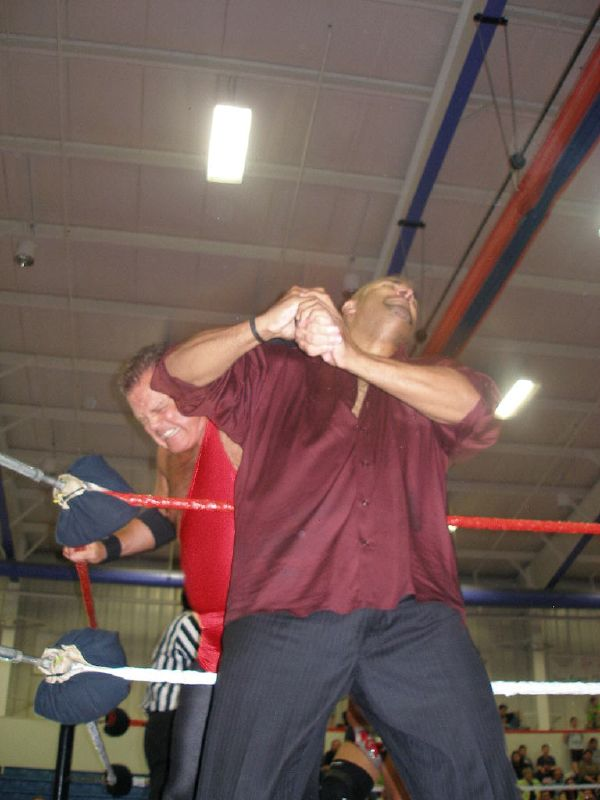
The Coach peleando contra Jerry Lawler.

Coachman fue enviado a la marca de WWE, RAW, con un papel de "heel" (luchador de táctica sucia). Debutaría como asistente general de Shane McMahon (Coachman era su ayudante), el 24 de agosto de 2003 en el evento SummerSlam.
Coachman continuó con su papel de "heel" y se convirtió en anunciador de luchadores en el programa especial de WWE, WWE Sunday Night HEAT.
Después empezaría un feudo con los anunciadores de RAW, Jerry Lawler y Jim Ross. Coachman les dijo a los comentaristas que no merecían estar ahí sentados como idiotas hablando, mientras los luchadores de verdad estaban ahí, sufriendo en el ring.
Coachman sería el anunciador del RAW Diva Searches del año 2004 y 2005, anunciando a las ganadoras Christy Hemme (ganadora del año 2004) y Ashley Massaro (ganadora del año 2005). Después, Coachman empezó en la revista mensual de la WWE y en la página oficial de WWE, una sección llamada "Coach's Corner" donde se dedicaba a crticicar a los luchadores. Aunque esta sección no duraría más de un año.
Durante el mes de octubre del año 2005, Coach sería una especie de "títere" de la familia McMahon (dueños de la empresa WWE). Coachman ayudaría a los McMahon contra la rivalidad que tenían contra el luchador Stone Cold. En una de las ediciones de RAW, Coachman sería atacado por el, ya que Coachman empezó a insultarle, con el objetivo de defender a los McMahon.
Durante la rivalidad McMahons/Stone Cold, Coachman debutaría como luchador en mayo del año 2005, luchando contra Stone Cold, ya que Coachman seguía de la parte de los McMahon, y el presidente de la empresa, Vince McMahon, le dijo a Coachan que debía acabar con él, y entonces McMahon proclamó un combate sin descalificación en el que lucharían Stone Cold contra Jonathan Coachman. El combate lo ganaría Stone Cold. Desde ese día, Coachman iría participando en algunos combates.
El 23 de junio de 2006, en la edición de RAW, Coachman venció a Jerry Lawler para ganar el derecho de participar en el PPV Royal Rumble 2006, gracias a la interferencia del Spirit Squad. En el evento Royal Rumble 2006, Coachman sería eliminado al poco rato de entrar al ring, por el Big show.
El 29 de mayo de 2006, en la edición de RAW, el presidente de WWE, Mr. McMahon nombró a Coachman, asistente general de la marca RAW (Sería el ayudante del mánager general).
El 18 de junio de 2007, Coachman sería oficialmente, el mánager general de RAW, nombrado por el presidente Vince McMahon.
El 6 de agosto de 2007, en la edición de RAW, William Regal, ganaría una "Battle Royal", que el que la ganase, sería el nuevo mánager general de RAW. 
El 3 de diciembre de 2007 en al edición de RAW, Coachman lucharía en un combate sin descalificación, junto con Carlito contra el que se decía que era el hijo ilegítimo de Vince McMahon (kayfabe), Hornswoggle. Coachman atacaría brutalmente a Hornswoggle, ganando el combate.

#### Friday Night SmackDown! (2008)
Coachman reemplazaría al comentarista John "Bradsaw" Layfield en la marca SmackDown! el 4 de enero de 2008, siendo reemplazado en el puesto en el PPV Backlash por Mick Foley.
Coachman dejó de laborar en WWE a mediados del 2008 para comenzar una carrera como comentarista de noticias en ESPN deportes.

#### Apariciones esporádicas
El 25 de marzo de 2016, después de casi 8 años, regresó a un ring de WWE durante un House Show realizado en el Madison Square Garden, fungió como anunciador de la lucha triple amenaza por los Campeonatos en Pareja Entre los Usos, Dudley Boys y The New Day. al término de ese combate, festejo con The New Day., y el 28 de marzo del mismo año, reaparece en RAW, anunciando participación especial de su programa SportCenter en Wrestlemania, además de bailar con The New Day.

#### Monday Night RAW (2018)
El 29 de enero de 2018, a través de WWE.COM, se informa su regreso como comentarista de RAW tras 10 años, pero el 10 de septiembre deja de comentar RAW, siendo reemplazado por Renee Young, pero a su vez, el la reemplaza en los pre-shows.

## Carrera de radiodifusión deportiva

### ESPN (2008-2017)
En 2008, Coachman dejó WWE para comenzar una carrera con ESPN. A mediados de 2015, Coachman comenzó a presentar los mejores momentos de la semana de la WWE en ESPN, y realizó entrevistas semanales con luchadores de la WWE en  SportsCenter . En octubre de 2017, Coachman anunció a través de su  Periscope  que su contrato en ESPN había expirado, Confirmando así su salida de la red.

## Vida personal
Coachman y su esposa Amy tienen dos hijos. Amy es una exatleta universitaria y entrenadora personal.

## Otros medios
Además de sus tareas en la WWE, Coachman convocó a varios eventos deportivos en College Sports Television, una red de cable y satélite de CBS, que incluye fútbol, baloncesto, béisbol y softball. También llamó baloncesto universitario para CN8. Además, Coachman se desempeñó como anunciador de medio día de juego por juego para WNBA New York Liberty en MSG Network, así como el anfitrión del estudio para los juegos New York Knicks. También organizó el programa semanal de MSG "MSG, NY".
En 2009, Coachman firmó con ESPN como presentador de  SportsCenter . En 2012, se convirtió en el anfitrión de  Coach & Company , un programa de radio sindicado a nivel nacional que se transmite en ESPN Radio.
Coachman también presta su voz a los videojuegos  Black College Football Xperience: The Doug Williams Edition y Madden NFL 19.